# Peter Prevc
Peter Prevc (* 20. září 1992 Kranj, Slovinsko) je slovinský závodník ve skoku na lyžích. Ve světovém poháru startuje od roku 2009. Úspěchy začal sbírat především od roku 2013. Je posledním vítězem v Mistrovství světa v letech na lyžích a předposledním vítězem Turné čtyř můstků.

## Kariérní úspěchy

### Úspěchy na OH
- Zimní olympijské hry 2014 - 2. místo v soutěži jednotlivců na středním můstku
- Zimní olympijské hry 2014 - 3. místo v soutěži jednotlivců na velkém můstku

### Úspěchy na MS
- Mistrovství světa v klasickém lyžování 2011 - 3. místo v soutěži družstev na velkém můstku
- Mistrovství světa v klasickém lyžování 2013 - 3. místo v soutěži jednotlivců na středním můstku
- Mistrovství světa v klasickém lyžování 2013 - 2. místo v soutěži jednotlivců na velkém můstku

### Úspěchy na MSL
- Mistrovství světa v letech na lyžích 2014 - 3. místo v soutěži jednotlivců
- Mistrovství světa v letech na lyžích 2016 - 1. místo v soutěži jednotlivců

### Úspěchy na Turné čtyř můstků
- Turné čtyř můstků 2014/15 - 3. místo v soutěži jednotlivců
- Turné čtyř můstků 2015/16 - 1. místo v soutěži jednotlivců

### Úspěchy na MSJ
- Mistrovství světa ve skocích na lyžích juniorů 2010 - 3. místo v soutěži družstev na středním můstku
- Mistrovství světa ve skocích na lyžích juniorů 2010 - 2. místo v soutěži jednotlivců na středním můstku

### Úspěchy ve SP
- Světový pohár ve skocích na lyžích 2013/14 - 2. místo
- Světový pohár v letech na lyžích 2013/14 - 1. místo
- Světový pohár ve skocích na lyžích 2014/15 - 1. místo
- Světový pohár v letech na lyžích 2014/15 - 1. místo

### Úspěchy v Letní GP
- nejlépe v roce 2016 - 6. místo